# Halowe Mistrzostwa Polski Seniorów w Lekkoatletyce 1977
18. Halowe Mistrzostwa Polski Seniorów w Lekkoatletyce – zawody sportowe, które rozegrano 26 i 27 lutego 1977 w Zabrzu, w hali Górnika. W trakcie mistrzostw rozegrano konkurencję rzadko występującą w programie zawodów lekkoatletycznych w Europie – rzut ciężarem 12,5 kg.

## Rezultaty

### Mężczyźni
| Konkurencja:              | 1. miejsce                          | Rezultat | 2. miejsce                               | Rezultat | 3. miejsce                                                             | Rezultat |
| Bieg na 60 m              | Marian Woronin Polonia Warszawa     | 6,59     | Tadeusz Tyszka OKS Otwock                | 6,72     | Zenon Licznerski Legia Warszawa                                        | 6,72     |
| Bieg na 400 m             | Marian Gęsicki Zawisza Bydgoszcz    | 47,82    | Cezary Łapiński MKS AZS Warszawa         | 48,03    | Edward Antczak MKS AZS Warszawa                                        | 48,25    |
| Bieg na 800 m             | Feliks Wawrzon Tarnovia             | 1:50,01  | Wiesław Pacholski Zawisza Bydgoszcz      | 1:50,27  | Jerzy Królikowski Stal Mielec                                          | 1:50,58  |
| Bieg na 1500 m            | Michał Skowronek Wawel Kraków       | 3:45,76  | Daniel Jańczuk Śląsk Wrocław             | 3:47,11  | Eugeniusz Frąckowiak Gwardia Olsztyn                                   | 3:47,20  |
| Bieg na 3000 m            | Henryk Wasilewski Orkan Poznań      | 7:56,83  | Leopold Tomaszewicz Flota Gdynia         | 7:57,81  | Józef Ziubrak Olimpia Poznań                                           | 8:09,28  |
| Bieg na 60 m przez płotki | Jan Pusty Orkan Poznań              | 7,84     | Andrzej Ziółkowski Polonia Warszawa      | 8,04     | Ryszard Katus Gwardia Warszawa                                         | 8,05     |
| Skok wzwyż                | Jacek Wszoła MKS AZS Warszawa       | 2,17     | Janusz Rybczyński Gwardia Warszawa       | 2,14     | Jarosław Gwóźdź Zawisza Bydgoszcz                                      | 2,10     |
| Skok o tyczce             | Władysław Kozakiewicz Bałtyk Gdynia | 5,35     | Leszek Hołownia Bałtyk Gdynia            | 5,25     | Romuald Murawski Budowlani Bydgoszcz Wiesław Szkolnicki Legia Warszawa | 5,05     |
| Skok w dal                | Stanisław Jaskułka MKS AZS Warszawa | 7,77     | Mirosław Hajdel Flota Gdynia             | 7,53     | Leszek Dunecki MKS AZS Warszawa                                        | 7,49     |
| Trójskok                  | Zdzisław Sobora Olimpia Poznań      | 16,22    | Eugeniusz Biskupski Legia Warszawa       | 16,01    | Andrzej Sontag SZS AZS Lublin                                          | 15,99    |
| Pchnięcie kulą            | Władysław Komar Polonia Warszawa    | 19,91    | Mieczysław Kropelnicki Chemik Kędzierzyn | 18,19    | Stanisław Wołodko Zawisza Bydgoszcz                                    | 18,05    |
| Rzut ciężarem             | Ireneusz Golda Olimpia Poznań       | 25,07    | Stanisław Lubiejewski Flota Gdynia       | 24,84    | Szymon Jagliński Flota Gdynia                                          | 24,74    |
| Siedmiobój                | Dariusz Ludwig Górnik Zabrze        | 5512     | Janusz Szczerkowski Budowlani Bydgoszcz  | 5292     | Włodzimierz Jurkowski Legia Warszawa                                   | 5163     |

### Kobiety
| Konkurencja:              | 1. miejsce                           | Rezultat | 2. miejsce                               | Rezultat | 3. miejsce                          | Rezultat |
| Bieg na 60 m              | Irena Szewińska Polonia Warszawa     | 7,36     | Małgorzata Bogucka Gwardia Warszawa      | 7,43     | Helena Fliśnik Górnik Zabrze        | 7,49     |
| Bieg na 400 m             | Elżbieta Katolik Wisła Kraków        | 55,00    | Barbara Kwietniewska Novi Kielce         | 55,90    | Krystyna Kacperczyk Skra Warszawa   | 56,74    |
| Bieg na 800 m             | Jolanta Januchta AZS Poznań          | 2:09,50  | Barbara Nowomiejska SZS AZS Zielona Góra | 2:15,05  | Wiesława Neukampf Zawisza Bydgoszcz | 2:15,73  |
| Bieg na 1500 m            | Celina Sokołowska Wisła Kraków       | 4:26,27  | Ewa Szydłowska Piast Gliwice             | 4:32,67  | Gertruda Łasak ROW Rybnik           | 4:38,20  |
| Bieg na 60 m przez płotki | Danuta Wołosz Gwardia Warszawa       | 8,34     | Zofia Filip Polonia Warszawa             | 8,36     | Lucyna Langer GKS Tychy             | 8,58     |
| Skok wzwyż                | Zofia Niemczewska MKS Warszawa       | 1,78     | Jadwiga Czajkowska Orlę Szczecinek       | 1,78     | Elżbieta Krawczuk SZS AZS Białystok | 1,78     |
| Skok w dal                | Krystyna Kurkianiec Pomorze Stargard | 6,01     | Anna Arbszajtys SZS AZS Warszawa         | 5,94     | Anna Bubała Górnik Zabrze           | 5,93     |
| Pchnięcie kulą            | Beata Habrzyk Górnik Zabrze          | 16,31    | Bożena Wojciekian AZS Wrocław            | 15,61    | Janina Kalina Wisła Kraków          | 15,21    |
| Pięciobój                 | Grażyna Niestój Spójnia Warszawa     | 4259     | Danuta Cały Zagłębie Lubin               | 4172     | Bogusława Potalej Bałtyk Gdynia     | 3978     |